# Karoun

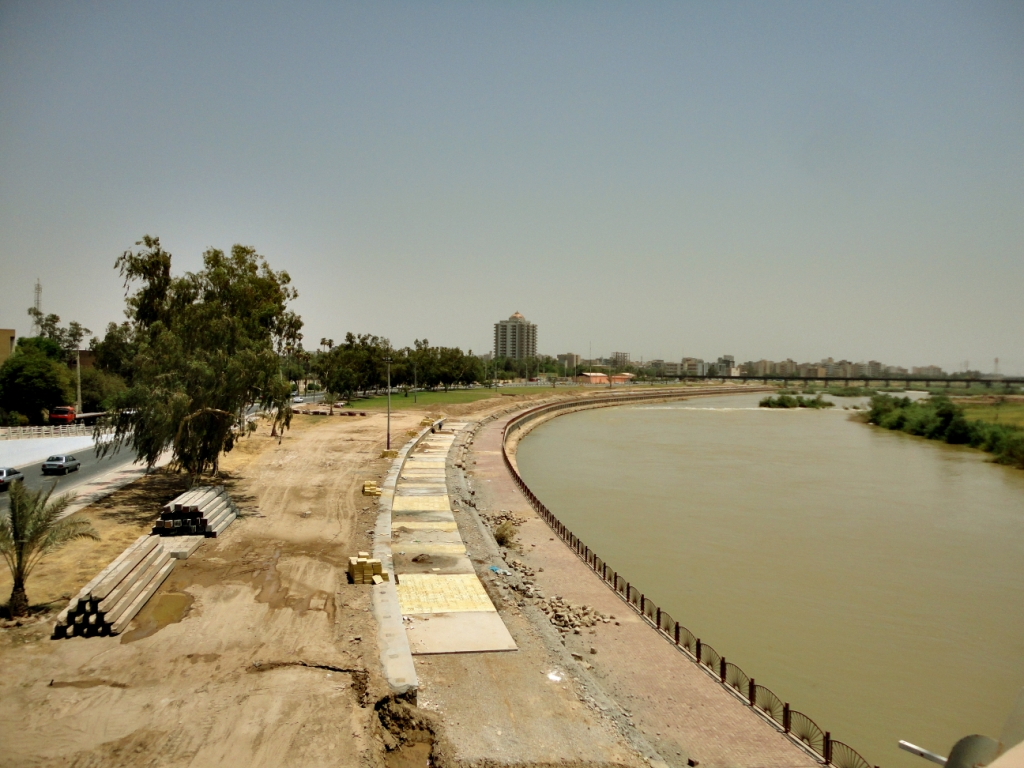
Vue du fleuve Karoun à Ahvaz

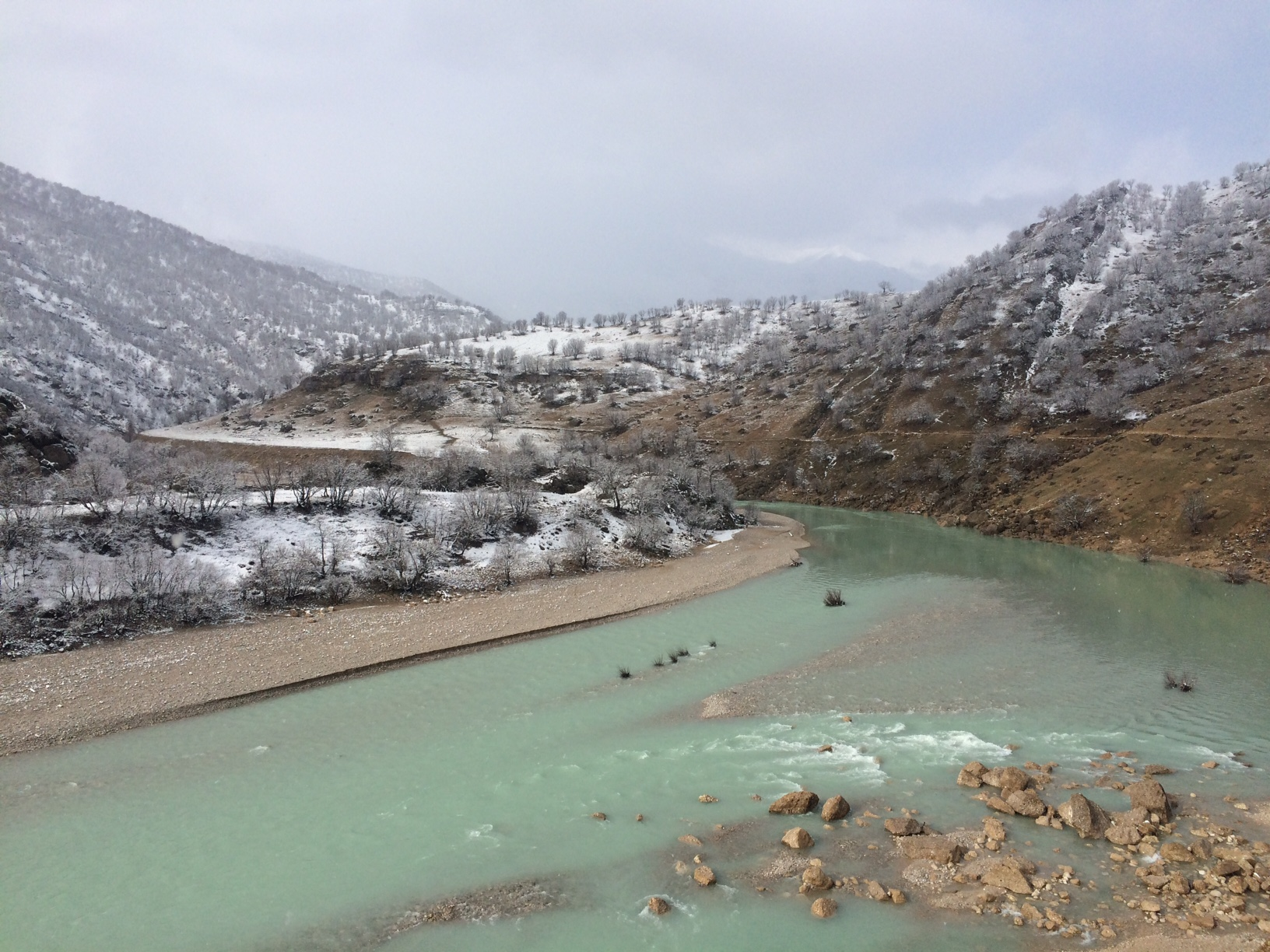
La rivière Bazoft, l'un des affluents du fleuve Karoun

Le Karoun (en persan : Kārūn, کارون; en arabe : Qārūn, قارون) est un fleuve iranien de 725 km de long se jetant dans l'Arvandroud (ou Chatt-el-Arab) (partie commune des fleuves Tigre et Euphrate). Très abondant, le Karoun est la seule rivière en partie navigable d'Iran. Elle draine les eaux d'une importante portion de la partie centrale des monts Zagros de l'Iran occidental.

## Géographie
Le Karoun trouve sa source principale au cœur des monts Zagros au pied du massif de Zard Kuh, où il est alimenté par la rivière Kuhrang sur le flanc est, et la rivière Bazoft sur le flanc ouest. Ces deux rivières se rejoignent à 1km du village de Kabusi au niveau du Barrage de Karun-4. A 25km en aval du barrage, le fleuve Karoun est ensuite rejoint par la rivière Khersan, qui trouve sa source au pied du massif de Dena dans la province de Kohguilouyeh-et-Bouyer-Ahmad, pour former le Barrage de Karun-3.
Le fleuve suit ensuite la direction d'Izeh, puis la plaine de Sussan pour ensuite former les barrages de Shahid Abbaspour (ou Karun-1) et de Masjed Soleyman dans la préfecture d'Andika. Le Karoun traverse ensuite Shushtar et conflue avec le Dez au nord de la ville d'Ahvaz. Il suit ensuite la direction du sud à travers des terres agricoles jusqu'à son embouchure dans l'Arvandroud (où se rejoignent les fleuves du Tigre et de l'Euphrate), à Khorramshahr, pour enfin se jeter dans le Golfe Persique.

## Hydrométrie - Les débits à Ahvaz

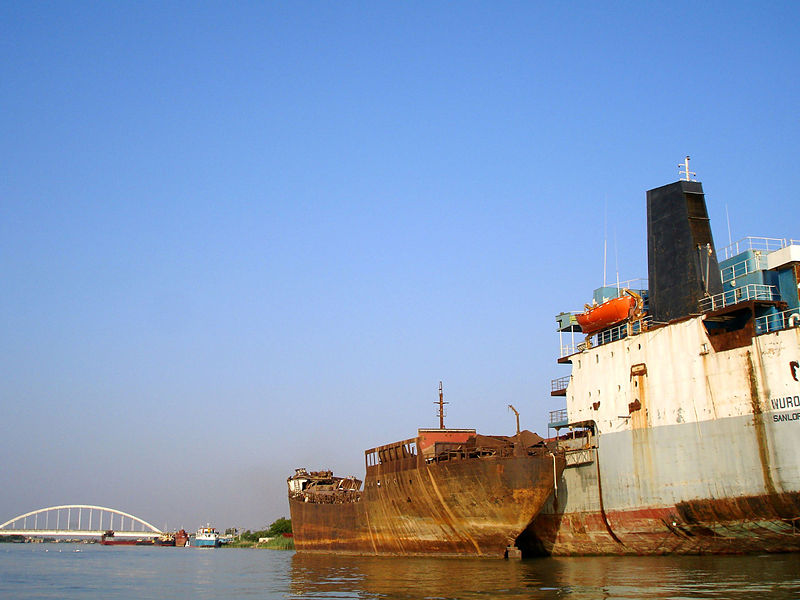
Derelict vessels and a bridge over the Karun in Khorramshahr.

Le débit de la rivière a été observé pendant 20 ans (1965-1984) à Ahvaz, grande ville iranienne située à quelque 150 kilomètres du Chatt-el-Arab .  
À Ahvaz, le débit annuel moyen ou module observé sur cette période a été de 575 m3/s pour une surface prise en compte de 60 769 km2, correspondant à plus de 90 % de la totalité du bassin versant de la rivière qui fait 65 465 km2.
La lame d'eau écoulée dans le bassin atteint ainsi le chiffre de 299 millimètres par an, ce qui peut être considéré comme très abondant dans le contexte du climat régnant dans la plus grande partie de la région.
Le Karoun est un cours d'eau bien alimenté et bien régulier. On observe chaque année l'alternance des deux périodes : celle des basses eaux d'automne-début d'hiver et celle des hautes eaux centrée sur le printemps (suivi d'un très léger rebond en juillet). Le débit moyen mensuel observé en octobre (minimum d'étiage) atteint 352 m3/s, soit moins de trois fois moins que le débit moyen du mois d'avril (978 m³), ce qui montre une très faible amplitude moyenne des variations saisonnières. Sur la durée d'observation de 20 ans, le débit mensuel minimal a été de 185 m3/s, tandis que le débit mensuel maximal s'élevait à 2 995 m3/s.

## Aménagements

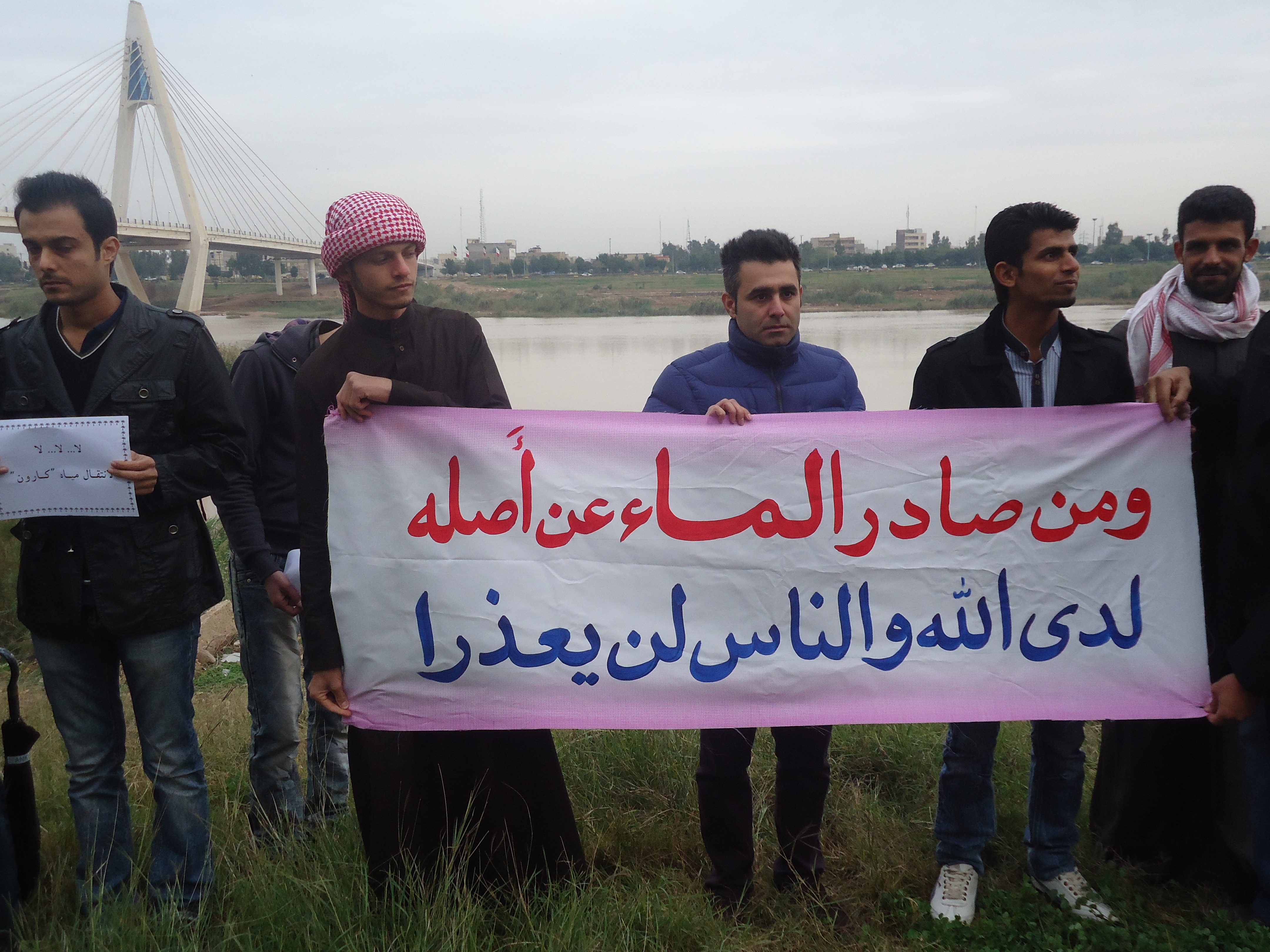
Protestations d'habitants d'Ahvaz contre le transfert de l'eau du Karoun vers d'autres régions d'Iran

Depuis les années 1950, une série de tunnels, appelés Tunnels du Kuhrang, ont été creusés pour transférer une partie des eaux du Kuhrang vers le bassin du Zayandeh rud, afin de satisfaire les besoins toujours croissants de la population des provinces d'Ispahan et de Yazd. Ces aménagements ont conduit à une baisse du débit du fleuve en aval et à une salinisation des terres agricoles dans la région du Khouzistan.